# Camillo Cortellini
Camillo Cortellini, (Bolonya, 24 de gener de 1561 – idem. 12/13 de febrer de 1630), fou un compositor, cantant i violinista italià.
Conegut com il Violino, a causa de la seva habilitat amb aquest instrument. Va pertànyer a la Signoria de Bolonya, i escriví nombroses obres, entre elles les següents: Salmi a 8 voci (Venècia, 1606), Salmi a 6 voci (Venècia, 1609), Messe a 4, 5, 6, 7 voci (Venècia, 1609), Letanie della B. V. a 5, 6, 7 voci (Venècia, 1615), Messe a 8 voci di capella (Venècia, 1617), Messe a 4 e 5 voci (Venècia, 1617), Magnificat di tutti li tuoni a 6 voci (Venècia, 1619) i Messe concertate a 8 voci (Venècia, 1626).